# Groot-Brittannië op de Olympische Zomerspelen 2016
Groot-Brittannië nam deel aan de Olympische Zomerspelen 2016 in Rio de Janeiro, Brazilië. De selectie bestond uit 366 atleten, uitkomend in 25 verschillende sporten. De ploeg telde daarmee bijna tweehonderd sporters minder dan vier jaar eerder, toen Groot-Brittannië het gastland was. Het land haalde en overtrof zijn vooraf gestelde doelstellingen.
Met 67 medailles waren het de meest succesvolle Spelen sinds 1908. Groot-Brittannië werd het eerste land dat zijn totaalaantal medailles verbeterde toen het eerst de Spelen organiseerde en vervolgens in het buitenland deelnam: vier jaar eerder, in Londen, werden 65 medailles gewonnen. Voor de vijfde Olympische Zomerspelen op rij verbeterden de Britten hun totaalaantal medailles; alleen Azerbeidzjan evenaart deze prestatie. Op de medaillespiegel eindigde Groot-Brittannië op de tweede plaats, achter de Verenigde Staten, en gevolgd door China. China won wel meer medailles in totaal (zeventig). De gouden medailles van de Britse atleten werden behaald in een groter aantal sporten dan die van welk land dan ook: in vijftien sporten werden olympische titels behaald. De wielersport was de meest succesvolle discipline: Groot-Brittannië won twaalf medailles, waarvan zes goud (allemaal op de baan). Ook in het zeilen, de triatlon, golf en het roeien was het het meest succesvolle land. In golf, schoonspringen en gymnastiek won Groot-Brittannië voor het eerst goud.
Tennisser en nummer één van de wereld Andy Murray droeg de vlag tijdens de openingsceremonie. Hij verdedigde tijdens deze Spelen met succes zijn olympische titel, die hij vier jaar eerder in Londen won. Murray versloeg in de olympische finale de Argentijn Juan Martín del Potro. Kate Walsh, aanvoerster van het hockeyelftal dat olympisch goud won, droeg de vlag tijdens de sluitingsceremonie.

## Medailleoverzicht
| Sport          | Olympiër(s) | Onderdeel                  | Medaille |
| -------------- | --- | -------------------------- | -------- |
| Atletiek       | Mo Farah | 5000 m (m)                 | Goud     |
| Atletiek       | Mo Farah | 10.000 m (m)               | Goud     |
| Boksen         | Nicola Adams | vlieggewicht (v)           | Goud     |
| Golf           | Justin Rose | mannen                     | Goud     |
| Gymnastiek     | Max Whitlock | paard voltige (m)          | Goud     |
| Gymnastiek     | Max Whitlock | vloer (m)                  | Goud     |
| Hockey         | olympisch team | vrouwen                    | Goud     |
| Kanovaren      | Joe Clarke | K-1 slalom (m)             | Goud     |
| Kanovaren      | Liam Heath | K-1 200 m (m)              | Goud     |
| Paardensport   | Charlotte Dujardin op Valegro | dressuur                   | Goud     |
| Paardensport   | Nick Skelton op Big Star | springconcours             | Goud     |
| Roeien         | Alex Gregory Constantine Louloudis George Nash Mohamed Sbihi                                                                         | vier-zonder (m)            | Goud     |
| Roeien         | Paul Bennett Scott Durant Matthew Gotrel Phelan Hill Matt Langridge Tom Ransley Pete Reed William Satch Andrew Triggs                | acht (m)                   | Goud     |
| Roeien         | Helen Glover Heather Stanning | twee-zonder (v)            | Goud     |
| Schoonspringen | Jack Laugher Chris Mears | 3 m plank synchroon (m)    | Goud     |
| Taekwondo      | Jade Jones | –57 kg (v)                 | Goud     |
| Tennis         | Andy Murray | enkelspel (m)              | Goud     |
| Triatlon       | Alistair Brownlee | mannen                     | Goud     |
| Wielersport    | Jason Kenny | keirin (m)                 | Goud     |
| Wielersport    | Jason Kenny | olympische sprint (m)      | Goud     |
| Wielersport    | Steven Burke Ed Clancy Owain Doull Bradley Wiggins                                                                                   | ploegachtervolging (m)     | Goud     |
| Wielersport    | Philip Hindes Jason Kenny Callum Skinner                                                                                             | team sprint (m)            | Goud     |
| Wielersport    | Laura Trott | omnium (v)                 | Goud     |
| Wielersport    | Katie Archibald Elinor Barker Joanna Rowsell Laura Trott                                                                             | ploegachtervolging (v)     | Goud     |
| Zeilen         | Giles Scott | finn (m)                   | Goud     |
| Zeilen         | Saskia Clark Hannah Mills | 470 (v)                    | Goud     |
| Zwemmen        | Adam Peaty | 100 m schoolslag (m)       | Goud     |
| Atletiek       | Jessica Ennis-Hill | zevenkamp (v)              | Zilver   |
| Boksen         | Joseph "Joe" Joyce | superzwaargewicht (m)      | Zilver   |
| Gymnastiek     | Bryony Page | trampoline (v)             | Zilver   |
| Gymnastiek     | Louis Smith | paard voltige (m)          | Zilver   |
| Kanovaren      | David Florence Richard Hounslow | C-2 slalom (m)             | Zilver   |
| Kanovaren      | Liam Heath Jon Schofield | K-2 200 m (m)              | Zilver   |
| Paardensport   | Fiona Bigwood op Orthilia Charlotte Dujardin op Valegro Carl Hester op Nip Tuck Spencer Wilton op Super Nova II                      | dressuur team              | Zilver   |
| Roeien         | Katherine Grainger Victoria Thornley                                                                                                 | dubbel-twee (v)            | Zilver   |
| Roeien         | Karen Bennett Olivia Carnegie-Brown Jessica Eddie Catherine Greves Frances Houghton Zoe Lee Polly Swann Zoe de Toledo Melanie Wilson | acht (v)                   | Zilver   |
| Rugby          | olympisch team | sevens (m)                 | Zilver   |
| Schoonspringen | Jack Laugher | 3 m plank (m)              | Zilver   |
| Taekwondo      | Lutalo Muhammad | –80 kg (m)                 | Zilver   |
| Triatlon       | Jonathan Brownlee | mannen                     | Zilver   |
| Wielersport    | Callum Skinner | olympische sprint (m)      | Zilver   |
| Wielersport    | Mark Cavendish | omnium (m)                 | Zilver   |
| Wielersport    | Rebecca James | keirin (v)                 | Zilver   |
| Wielersport    | Rebecca James | olympische sprint (v)      | Zilver   |
| Zeilen         | Nick Dempsey | RS:X (m)                   | Zilver   |
| Zwemmen        | James Guy Stephen Milne Robbie Renwick Duncan Scott Daniel Wallace                                                                   | 4x200 m vrij (m)           | Zilver   |
| Zwemmen        | James Guy Adam Peaty Duncan Scott Chris Walker-Hebborn                                                                               | 4x100 m wissel (m)         | Zilver   |
| Zwemmen        | Jazmin Carlin | 400 m vrij (v)             | Zilver   |
| Zwemmen        | Jazmin Carlin | 800 m vrij (v)             | Zilver   |
| Zwemmen        | Siobhan-Marie O'Connor | 200 m wissel (v)           | Zilver   |
| Atletiek       | Greg Rutherford | verspringen (m)            | Brons    |
| Atletiek       | Dina Asher-Smith Desiree Henry Daryll Neita Asha Philip                                                                              | 4x100 m (v)                | Brons    |
| Atletiek       | Emily Diamond Eilidh Doyle Kelly Massey Christine Ohuruogu Anyika Onuora                                                             | 4x400 m (v)                | Brons    |
| Atletiek       | Sophie Hitchon | kogelslingeren (v)         | Brons    |
| Badminton      | Marcus Ellis Chris Langridge | dubbelspel (m)             | Brons    |
| Boksen         | Joshua Buatsi | halfzwaargewicht (m)       | Brons    |
| Gymnastiek     | Nile Wilson | rekstok (m)                | Brons    |
| Gymnastiek     | Max Whitlock | meerkamp (m)               | Brons    |
| Gymnastiek     | Amy Tinkler | vloer (v)                  | Brons    |
| Judo           | Sally Conway | middengewicht (-70 kg) (v) | Brons    |
| Schietsport    | Edward Ling | trap (m)                   | Brons    |
| Schietsport    | Steven Scott | dubbeltrap (m)             | Brons    |
| Schoonspringen | Tom Daley Daniel Goodfellow | 10 m toren synchroon (m)   | Brons    |
| Taekwondo      | Bianca Walkden | +67 kg (v)                 | Brons    |
| Triatlon       | Vicky Holland | vrouwen                    | Brons    |
| Wielersport    | Katy Marchant | olympische sprint (v)      | Brons    |
| Wielersport    | Chris Froome | wegtijdrit (m)             | Brons    |

## Deelnemers
(m) = mannen, (v) = vrouwen, (g) = gemengd

### Atletiek
| Olympiër                                                                       | Discipline               | Resultaat | Prestatie                                                                           |
| ------------------------------------------------------------------------------ | ------------------------ | --------- | ----------------------------------------------------------------------------------- |
| James Dasaolu                                                                  | 100m (m)                 | 20e       | serie 7: 3de in 10,18 halve finale 3: 6de in 10,16                                  |
| James Ellington                                                                | 100m (m)                 | 40e       | serie 6: 5de in 10,29                                                               |
| Chijindu Ujah                                                                  | 100m (m)                 | 9e        | serie 1 2de in 10,13 halve finale 2: 4de in 10,01                                   |
| Adam Gemili                                                                    | 200m (m)                 | 4e        | serie 6: 2de in 20,20 halve finale 2: 3de in 20,08 finale: 4de in 20,12             |
| Nethaneel Mitchell-Blake                                                       | 200m (m)                 | 11e       | serie 10: 2de in 20,24 halve finale 3: 5de in 20,25                                 |
| Daniel Talbot                                                                  | 200m (m)                 | 11e       | serie 1: 2de in 20,27 (PR) halve finale 1: 3de in 20,25 (PR)                        |
| Matthew Hudson-Smith                                                           | 400m (m)                 | 8e        | serie 6: 3de in 45,26 halve finale 3:2de in 44,48 finale: 8ste in 44,61             |
| Martyn Rooney                                                                  | 400m (m)                 | 26e       | serie 4: 5de in 45,60                                                               |
| Rabah Yousif                                                                   | 400m (m)                 | DNS       | DNS                                                                                 |
| Elliot Giles                                                                   | 800m (m)                 | 35e       | serie 4: 7de in 1.47,88                                                             |
| Michael Rimmer                                                                 | 800m (m)                 | 23e       | serie 3: 3de in 1.45,99 halve finale 1: 8ste in 1.46,80                             |
| Charlie Grice                                                                  | 1500m (m)                | 24e       | serie 2: 10de in 3.38,41 halve finale 1: 5de in 3.40,05 finale: 12de in 3.51,73     |
| Chris O'Hare                                                                   | 1500m (m)                | 40e       | serie 1: 4de in 3.39,36 halve finale 2: 10de in 3.40,93                             |
| Andrew Butchart                                                                | 5000m (m)                | 6e        | serie 2: 5de in 13.20,08 finale: 6de in 13.08,61 (PR)                               |
| Mo Farah                                                                       | 5000m (m)                | Goud      | serie 1: 3de in 13.25,25 finale: 1ste in 13.03,30                                   |
| Tom Farrell                                                                    | 5000m (m)                | 40e       | serie 2: 20ste in 14.11,65                                                          |
| Mo Farah                                                                       | 10000m (m)               | Goud      | 27.05,17                                                                            |
| Ross Millington                                                                | 10000m (m)               | 31e       | 29.14,95                                                                            |
| Andy Vernon                                                                    | 10000m (m)               | 25e       | 28.19,36                                                                            |
| Laurence Clarke                                                                | 110m horden (m)          | 11e       | serie 5: 3de in 13,55 halve finale 2: 6de in 13,46                                  |
| Andrew Pozzi                                                                   | 110m horden (m)          | 18e       | serie 3: 2de in 13,50 halve finale 1: 5de in 13,67                                  |
| Jack Green                                                                     | 400m horden (m)          | 19e       | serie 5: 2de in 48,96 halve finale 1: 8ste in 49,54                                 |
| Sebastian Rodger                                                               | 400m horden (m)          | 25e       | serie 4: 6de in 49,54                                                               |
| Rob Mullett                                                                    | 3000m steeplechase (m)   | 37e       | serie 1: 12de in 8.48,19                                                            |
| James Ellington Chijindu Ujah Adam Gemili Richard Kilty Harry Aikines-Aryeetey | 4x100m (m)               | 5e        | serie 2: 4de in 38,06 finale: 5de in 37,98                                          |
| Matthew Hudson-Smith Martyn Rooney Delano Williams Nigel Levine                | 4x400m (m)               | DSQ       | serie 2: DSQ                                                                        |
| Callum Hawkins                                                                 | marathon (m)             | 9e        | 2:11.52                                                                             |
| Derek Hawkins                                                                  | marathon (m)             | 114e      | 2:29.24                                                                             |
| Tsegai Tewelde                                                                 | marathon (m)             | DNF       | DNF                                                                                 |
| Tom Bosworth                                                                   | 20km snelwandelen (m)    | 6e        | 1:20.13 NR                                                                          |
| Dominic King                                                                   | 50km snelwandelen (m)    | DSQ       | DSQ                                                                                 |
| Greg Rutherford                                                                | verspringen (m)          | Brons     | kwalificatie groep A: 7de met 7,90m finale: 3de met 8,29m                           |
| Chris Baker                                                                    | hoogspringen (m)         | 16e       | kwalificatie groep A: 8ste met 2,26m                                                |
| Robbie Grabarz                                                                 | hoogspringen (m)         | 4e        | kwalificatie groep B: 3de met 2,29m finale: 4de met 2,33m                           |
| Luke Cutts                                                                     | polsstokhoogspringen (m) | 22e       | kwalificatie: 12de met 5,45m                                                        |
| Chris Bennett                                                                  | kogelslingeren (m)       | 19e       | kwalificatie groep B: 11de met 71,32m                                               |
| Nick Miller                                                                    | kogelslingeren (m)       | 22e       | kwalificatie groep B: 13de met 70,83m                                               |
| Mark Dry                                                                       | kogelslingeren (m)       | 21e       | kwalificatie groep A: 9de met 71,03m                                                |
|                                                                                |                          |           |                                                                                     |
| Desiree Henry                                                                  | 100m (v)                 | 11e       | serie 1: 1ste in 11,08 halve finale 3: 4de in 11,09                                 |
| Daryll Neita                                                                   | 100m (v)                 | 25e       | serie 8: 4de in 11,41                                                               |
| Asha Philip                                                                    | 100m (v)                 | 23e       | serie 6: 3de in 11,34 halve finale 2: 8ste in 11,33                                 |
| Dina Asher-Smith                                                               | 200m (v)                 | 5e        | serie 5: 2de in 22,77 halve finale 1: 4de in 22,49 finale: 5de in 22,31             |
| Jodie Williams                                                                 | 200m (v)                 | 21e       | serie 7: 3de in 22,69 halve finale 2: 8ste in 22,99                                 |
| Seren Bundy-Davies                                                             | 400m (v)                 | 49e       | serie 2: 7de in 53,63                                                               |
| Emily Diamond                                                                  | 400m (v)                 | 6e        | serie 5: 4de in 51,76 halve finale 2: 6de in 51,49                                  |
| Christine Ohurougu                                                             | 400m (v)                 | 6e        | serie 4: 2de in 51,40 halve finale 1: 5de in 51,22                                  |
| Shelayna Oskan-Clarke                                                          | 800m (v)                 | 11e       | serie 2: 3de in 1.56,67 halve finale 2: 5de in 1.59,45                              |
| Lynsey Sharp                                                                   | 800m (v)                 | 6e        | serie 1: 1ste in 2.00,83 halve finale 3: 2de in 1.58,65 finale: 6de in 1.57,69 (PR) |
| Laura Muir                                                                     | 1500m (v)                | 7e        | serie 3: 3de in 4.06.53 halve finale 2: 3de in 4.04,16 finale: 7de in 4.12,88       |
| Laura Weightman                                                                | 1500m (v)                | 11e       | serie 2: 7de in 4.08,37 halve finale 1: 5de in 4.05,28 finale: 11ste in 4.14,95     |
| Eilish McColgan                                                                | 5000m (v)                | 13e       | serie 2: 5de in 15.18,20 finale: 13de in 15.12,09                                   |
| Stephanie Twell                                                                | 5000m (v)                | 19e       | serie 2: 8ste in 15.25,90                                                           |
| Laura Whittle                                                                  | 5000m (v)                | 24e       | serie 1: 10de in 15.31,30                                                           |
| Jess Andrews                                                                   | 10000 m (v)              | 16e       | 31.35,92 (PR)                                                                       |
| Jo Pavey                                                                       | 10000 m (v)              | 15e       | 31.33,44                                                                            |
| Beth Potter                                                                    | 10000 m (v)              | 34e       | 33.04,34                                                                            |
| Cindy Ofili                                                                    | 100m horden (v)          | 4e        | serie 3: 1ste in 12,75 halve finale 3: 2de in 12,71 finale: 4de in 12,63            |
| Tiffany Porter                                                                 | 100m horden (v)          | 6e        | serie 4: 2de in 12,87 halve finale 1: 4de in 12,82 finale: 6de in 12,76             |
| Eilidh Doyle                                                                   | 400m horden (v)          | 8e        | serie 6: 1ste in 55,46 halve finale 2: 3de in 54,99 finale: 8ste in 54,61           |
| Lennie Waite                                                                   | 3000m steeplechase (v)   | 51e       | serie 3: 17de in 10.14,18                                                           |
| Daryll Neita Asha Philip Desiree Henry Dina Asher-Smith                        | 4x100m (v)               | Brons     | serie 1:' 2de in 41,93 finale: 3de in 41,77 (NR)                                    |
| Emily Diamond Eilidh Doyle Anyika Onuora Christine Ohuruogu Kelly Massey       | 4x400m (v)               | Brons     | serie 2: 2de in 3.24,81 finale: 3de in 3.25,88                                      |
| Alyson Dixon                                                                   | marathon (v)             | 28e       | 2:34.11                                                                             |
| Sonia Samuels                                                                  | marathon (v)             | 6e30e     | 2:34.36                                                                             |
| Shara Proctor                                                                  | verspringen (v)          | 21e       | kwalificaties: 6,3 m (21e)                                                          |
| Jazmin Sawyers                                                                 | verspringen (v)          | 8e        | kwalificatie groep B: 5de met 6,53m finale: 8ste met 6,69m                          |
| Lorraine Ugen                                                                  | verspringen (v)          | 11e       | kwalificatie groep A: 4de met 6,65m finale: 11de met 6,58m                          |
| Morgan Lake                                                                    | hoogspringen (v)         | 10e       | kwalificatie groep A: 6de met 1,94m ( PR) finale: 10de met 1,93m                    |
| Holly Bradshaw                                                                 | polsstokhoogspringen (v) | 5e        | kwalificatie groep A: 2de met 4,60m finale: 5de met 4,70m                           |
| Jade Lally                                                                     | discuswerpen (v)         | 28e       | kwalificatie groep B: 15de met 54,06m                                               |
| Sophie Hitchon                                                                 | kogelslingeren (v)       | Brons     | kwalificatie groep B: 6de met 70,37m finale: 3de met 74,54m (NR)                    |
| Jessica Ennis-Hill                                                             | zevenkamp                | Zilver    | 6775 punten                                                                         |
| Katarina Johnson-Thompson                                                      | zevenkamp                | 6e        | 6523 punten                                                                         |

### Badminton
| Olympiër                      | Discipline     | Resultaat | Prestatie |
| ----------------------------- | -------------- | --------- | --- |
| Rajiv Ouseph                  | enkelspel (m)  | 5e        | groep I: 1ste W van JPN Sasaki: 21–15, 21–9 W van CZE Koukal: 21–14, 21–8 2de ronde: W van INA Sugiarto: 21–13, 14–21, 21–16 kwartfinale: V van DEN Axelsen: 12–21, 16–21 |
| Marcus Ellis Chris Langridge  | dubbelspel (m) | Brons     | groep C: 2de W van KOR Kim/Kim: 17–21, 25–23, 21–18 V van DEN Boe/Mogensen: 9–21, 21–9, 16–21 W van Polen Cwalina/Wacha: 21–18, 21–16 kwartfinale: W van JPN Endo/Hayakawa: 21–19, 21–17 halve finale: V van CHN Fu/Zhang: 14–21, 18–21 bronzen finale: W van Chai/Hong: 21–18, 19–21, 21–10 |
|                               |                |           | |
| Kirsty Gilmour                | enkelspel (v)  | 14e       | groep D: 2de V van BUL Zechiri: 21–12, 17–21, 16–21 W van SUI Jaquet: 21–17, 21–15 |
| Heather Olver Lauren Smith    | dubbelspel (v) | 9e        | groep C: 3de V van INA Maheswari/Polii: 10–21, 13–21 W van HKG Poon/Tse: 21–17, 18–21, 21–16 V van MAS Hoo/Woon: 17–21, 22–24 |
|                               |                |           | |
| Chris Adcock Gabrielle Adcock | dubbelspel (g) | 9e        | groep B: 3de W van DEN Fischer Nielsen/Pedersen: 21–19, 22–24, 21–17 V van CHN Xu/Ma: 21–13, 20–22, 15–21 V van POL Mateusiak/Zięba: 21–18, 25–27, 9–21 |

### Boksen
| Olympiër          | Discipline | Resultaat | Prestatie |
| ----------------- | ---------- | --------- | --- |
| Galal Yafai       | –49kg (m)  | 9e        | 1ste ronde: W van CMR Fotsala: 3–0 2de ronde: V van CUB Argilagos: 1–2                                                                                       |
| Muhammad Ali      | –52kg (m)  | 9e        | 1ste ronde: vrij 2de ronde: V van VEN Finol: 0–3 |
| Qais Ashfaq       | –56kg (m)  | 17e       | 1ste ronde: V van THA Butdee: 0–3 |
| Joseph Cordina    | –60kg (m)  | 9e        | 1ste ronde: W van PHI Suarez: 2–1 2de ronde: V van UZB Tojibaev: 0–2                                                                                         |
| Pat McCormack     | –64kg (m)  | 9e        | 1ste ronde: W van KAZ Zhussupov: 2–1 2de ronde: V van CUB Toledo: 1–2                                                                                        |
| Josh Kelly        | –69kg (m)  | 9e        | 1ste ronde: W van EGY Mohamed: 3–0 2de ronde: V van KAZ Jeleoessinov: 0–3                                                                                    |
| Antony Fowler     | –75kg (m)  | 17e       | 1ste ronde: V van KAZ Alimkhanuly: 0–3 |
| Joshua Buatsi     | –81kg (m)  | Brons     | 1ste ronde: W van UGA Katende: (tko) 2de ronde: W van UZB Rasulov: (ko) kwartfinale: W van ALG Benchabla: 3–0 halve finale: V van KAZ Niyazymbetov: 0–3      |
| Lawrence Okolie   | –91kg (m)  | 9e        | 1ste ronde: W van POL Jakubowski: 3–0 2de ronde: V van CUB Savon: 0–3                                                                                        |
| Joseph Joyce      | +91 kg (m) | Zilver    | 1ste ronde: vrij 2de ronde: W van CPV Morais: (tko) kwartfinale: W van UZB Jalolov: 3–0 halve finale: W van KAZ Dychko: 3–0 finale: V van FRA Tony Yoka: 1-2 |
|                   |            |           | |
| Nicola Adams      | –51kg (v)  | Goud      | 1ste ronde: vrij kwartfinale: W van UKR Kob: 3–0 halve finale: W van CHN Ren: 3–0 finale: W van FRA Ourahmoune: 3–0                                          |
| Savannah Marshall | –75kg (v)  | 5e        | 1ste ronde: W van SWE Nash: 3–0 kwartfinale: V van NED Fontijn: 0–2                                                                                          |

### Boogschieten
| Olympiër       | Discipline      | Resultaat | Prestatie |
| -------------- | --------------- | --------- | --- |
| Patrick Huston | individueel (m) | 17e       | plaatsingsronde: 38ste met 656 punten 1ste ronde: W van van der Ven: 6–4 2de ronde: V van KOR Ku: 0–6                                                                                 |
|                |                 |           | |
| Naomi Folkard  | individueel (v) | 5e        | plaatsingsronde: 23ste met 639 punten 1ste ronde: W van INA Rochmawati: 6–5 2de ronde: W van JPN Kawanaka: 6–0 3de ronde: W van BRA dos Santos: 6–2 kwartfinale: V van KOR Chang: 1–7 |

### Gewichtheffen
| Olympiër      | Discipline | Resultaat | Prestatie                                                    |
| ------------- | ---------- | --------- | ------------------------------------------------------------ |
| Sonny Webster | –94kg (m)  | 14e       | trekken: 14de met 148kg stoten: 13de met 185kg totaal: 333kg |
|               |            |           |                                                              |
| Rebekah Tiler | –69kg (v)  | 10e       | trekken: 9de met 101kg stoten: 10de met 126kg totaal: 227kg  |

### Golf
| Olympiër         | Discipline | Resultaat | Prestatie                    |
| ---------------- | ---------- | --------- | ---------------------------- |
| Justin Rose      | mannen     | Goud      | totaal: 268 punten (par –16) |
| Danny Willett    | mannen     | 37e       | totaal: 284 punten (par E)   |
|                  |            |           |                              |
| Charley Hull     | vrouwen    | 7e        | totaal: 276 punten (par –8)  |
| Catriona Matthew | vrouwen    | 29e       | totaal: 284 punten (par E)   |

### Gymnastiek
| Olympiër                                                               | Discipline               | Resultaat  | Prestatie |
| Trampoline                                                             | Trampoline               | Trampoline | Trampoline |
| ---------------------------------------------------------------------- | ------------------------ | ---------- | --- |
| Nathan Bailey                                                          | mannen                   | 9e         | kwalificatie: 9de met 106,795 punten |
|                                                                        |                          |            | |
| Bryony Page                                                            | vrouwen                  | Zilver     | kwalificatie: 7de met 100,075 punten finale: 2de met 56,040 punten |
| Katherine Driscoll                                                     | vrouwen                  | 6e         | kwalificatie: 5de met 100,295 punten finale: 6de met 53,645 punten |
| Turnen                                                                 |                          |            | |
| Louis Smith                                                            | paard voltige (m)        | Zilver     | kwalificatie: 2de met 15,700 punten finale: 2de met 15,833 punten (6,900 (D), 8,933 (E)) |
| Max Whitlock                                                           | paard voltige (m)        | Goud       | kwalificatie: 1ste met 15,800 punten finale: 1ste met 15,966 punten (7,200 (D), 8,766 (E)) |
| Kristian Thomas                                                        | vloer (m)                | 7e         | kwalificatie: 7de met 15,233 punten finale: 7de met 15,058 punten (6,200 (D), 8,858 (E)) |
| Max Whitlock                                                           | vloer (m)                | Goud       | kwalificatie: 4de met 15,500 punten finale: 1ste met 15,633 punten (6,800 (D), 8,833 (E)) |
| Nile Wilson                                                            | rekstok (m)              | Brons      | kwalificatie: 2de met 15,500 punten finale: 3de met 15,466 punten (6,800 (D), 8,666 (E)) |
| Max Whitlock                                                           | meerkamp individueel (m) | Brons      | kwalificatie: 12de met 88,232 punten finale: 3de met 90,641 punten |
| Nile Wilson                                                            | meerkamp individueel (m) | 8e         | kwalificatie: 5de met 89,240 punten finale: 8ste met 89,565 punten |
| Brinn Bevan Louis Smith Kristian Thomas Max Whitlock Nile Wilson       | meerkamp team (m)        | 4e         | kwalificatie: 3de vloer: 45,799 voltige: 46,233 ringen: 43,874 sprong: 43,066 brug: 44,932 rekstok: 44,766 totaal: 268,670 punten finale: 4de vloer: 45,099 voltige: 45,623 ringen: 44,066 sprong: 45,399 brug: 44,566 rekstok: 44,999 totaal: 269,752 punten |
|                                                                        |                          |            | |
| Amy Tinkler                                                            | vloer (v)                | Brons      | kwalificatie: 7de met 14,600 punten finale: 3de met 14,933 punten (6,400 (D), 8,533 (E)) |
| Ellie Downie                                                           | meerkamp individueel (v) | 13e        | kwalificatie: 24ste met 56,466 punten finale: 13de met 56,883 punten |
| Ellie Downie Rebecca Downie Claudia Fragapane Ruby Harrold Amy Tinkler | meerkamp team (v)        | 5e         | kwalificatie: 4de sprong: 44,432 brug: 44,666 balk: 42,400 vloer: 42,566 totaal: 174,064 punten finale: 5de sprong: 44,766 brug: 44,866 balk: 41,965 vloer: 42,765 totaal: 174,362 punten                                                                     |

### Hockey

#### Mannen
| Olympiër | Onderdeel | Resultaat | Prestatie |
| --- | --------- | --------- | --- |
| George Pinner Henry Weir Ashley Jackson Harry Martin Alastair Brogdon Michael Hoare Samuel Ward Mark Gleghorne Adam Dixon Barry Middleton A David Condon Iain Lewers Nicholas Catlin Daniel Fox David Ames Ian Sloan | mannen    | 9e        | groep A: 5de V van België: 1-4 G van Nieuw-Zeeland: 2-2 W van Brazilië: 9-1 V van Australië: 1-2 G van Spanje: 1-1 |

| Groep A |                  |             |             |             |             |            |            |            |        |
| #       | Land             | Wedstrijden | Wedstrijden | Wedstrijden | Wedstrijden | Doelpunten | Doelpunten | Doelpunten | Punten |
| #       | Land             | G           | W           | G           | V           | V          | T          | Saldo      | Punten |
| 1       | België           | 5           | 4           | 0           | 1           | 21         | 5          | +16        | 12     |
| 2       | Spanje           | 5           | 3           | 1           | 1           | 13         | 6          | +7         | 10     |
| 3       | Australië        | 5           | 3           | 0           | 2           | 13         | 4          | +9         | 9      |
| 4       | Nieuw-Zeeland    | 5           | 2           | 1           | 2           | 17         | 8          | +9         | 7      |
| 5       | Groot-Brittannië | 5           | 0           | 2           | 3           | 14         | 10         | +4         | 4      |
| 6       | Brazilië         | 5           | 0           | 5           | 0           | 1          | 46         | –45        | 0      |

| Ronde       | Datum | Lokale tijd | MEZT           | Plaats           | Land | Score            | Land |
| ----------- | ----- | ----------- | -------------- | ---------------- | ---- | ---------------- | ---- |
| Groepsfase  |       |             |                |                  |      |                  |      |
| 6 augustus  | 12:30 | 17:30       | Rio de Janeiro | België           | 4–1  | Groot-Brittannië |      |
| 7 augustus  | 17:00 | 22:00       | Rio de Janeiro | Groot-Brittannië | 2–2  | Nieuw-Zeeland    |      |
| 9 augustus  | 18:00 | 23:00       | Rio de Janeiro | Brazilië         | 1–9  | Groot-Brittannië |      |
| 10 augustus | 20:30 | 01:30       | Rio de Janeiro | Groot-Brittannië | 1–2  | Australië        |      |
| 12 augustus | 17:00 | 22:00       | Rio de Janeiro | Groot-Brittannië | 1–1  | Spanje           |      |

#### Vrouwen
| Olympiër | Onderdeel | Resultaat | Prestatie |
| --- | --------- | --------- | --- |
| Maddie Hinch Laura Unsworth Hannah Macleod Georgie Twigg Helen Richardson Susannah Townsend Kate Walsh A VS Sam Quek Alex Danson Giselle Ansley Sophie Bray Hollie Webb Shona McCallin Lily Owsley Nicola White Crista Cullen | vrouwen   | Goud      | groep B: 1ste W van Australië: 2-1 W van India: 3-1 W van Argentinië: 3-2 W van Japan: 2-0 W van Verenigde Staten: 2-1 kwartfinale: W van Spanje: 3-1 halve finale: W van Nieuw-Zeeland: 3-0 finale: W van Nederland: 3-3 (2-0) |

| Groep B |                  |             |             |             |             |            |            |            |        |
| #       | Land             | Wedstrijden | Wedstrijden | Wedstrijden | Wedstrijden | Doelpunten | Doelpunten | Doelpunten | Punten |
| #       | Land             | G           | W           | G           | V           | V          | T          | Saldo      | Punten |
| 1       | Groot-Brittannië | 5           | 5           | 0           | 0           | 12         | 4          | +8         | 15     |
| 2       | Verenigde Staten | 5           | 4           | 0           | 1           | 14         | 5          | +9         | 12     |
| 3       | Australië        | 5           | 3           | 0           | 2           | 11         | 5          | +6         | 9      |
| 4       | Argentinië       | 5           | 2           | 0           | 3           | 12         | 6          | +6         | 6      |
| 5       | Japan            | 5           | 0           | 1           | 4           | 3          | 16         | −13        | 1      |
| 6       | India            | 5           | 0           | 1           | 4           | 3          | 19         | −16        | 1      |

| Ronde        | Datum       | Lokale tijd | MEZT           | Plaats           | Land             | Score            | Land             |
| ------------ | ----------- | ----------- | -------------- | ---------------- | ---------------- | ---------------- | ---------------- |
| Groepsfase   |             |             |                |                  |                  |                  |                  |
| 6 augustus   | 20:30       | 01:30       | Rio de Janeiro | Groot-Brittannië | 2–1              | Australië        |                  |
| 8 augustus   | 18:00       | 23:00       | Rio de Janeiro | India            | 0−3              | Groot-Brittannië |                  |
| 10 augustus  | 13:30       | 18:30       | Rio de Janeiro | Groot-Brittannië | 3−2              | Argentinië       |                  |
| 11 augustus  | 20:30       | 01:30       | Rio de Janeiro | Japan            | 0−2              | Groot-Brittannië |                  |
| 13 augustus  | 18:00       | 23:00       | Rio de Janeiro | Groot-Brittannië | 2−1              | Verenigde Staten |                  |
| Kwartfinale  | 15 augustus | 18:00       | 23:00          | Rio de Janeiro   | Groot-Brittannië | 3−1              | Spanje           |
| Halve finale | 17 augustus | 17:00       | 22:00          | Rio de Janeiro   | Nieuw-Zeeland    | 0−3              | Groot-Brittannië |
| Finale       | 19 augustus | 17:00       | 22:00          | Rio de Janeiro   | Nederland        | 3−3 (0–2 n.s.)   | Groot-Brittannië |

### Judo
| Olympiër            | Discipline | Resultaat | Prestatie |
| ------------------- | ---------- | --------- | --- |
| Ashley McKenzie     | –60kg (m)  | 9e        | 1ste ronde: vrij 2de ronde: W van TUR Özlü: yuko 3de ronde: V van KAZ Smetov: yuko |
| Colin Oates         | –66kg (m)  | 17e       | 1ste ronde: vrij 2de ronde: V van FRA Le Blouch: shido |
| Benjamin Fletcher   | –100kg (m) | 17e       | 1ste ronde: vrij 2de ronde: V van GEO Gviniasjvili: ippon |
|                     |            |           | |
| Nekoda Smythe-Davis | –57kg (v)  | 9e        | 1ste ronde: W van AUT Filzmoser: yuko 2de ronde: V van FRA Pavia: waza-ari |
| Alice Schlesinger   | –63kg (v)  | 9e        | 1ste ronde: W van KOR Ji-Yun: ippon 2de ronde: V van NED van Emden: shido |
| Sally Conway        | –70kg (v)  | Brons     | 1ste ronde: W van TUN Miled: ippon 2de ronde: W van FRA Emane: ippon kwartfinale: W van ISR Bolder: ippon halve finale: V van COL Alvear: waza-ari bronzen finale: W van AUT Graf: yuko |
| Natalie Powell      | –78kg (v)  | 7e        | 1ste ronde: vrij 2de ronde: W van GAB Mazouz: ippon kwartfinale: V van FRA Tcheuméo: shido herkansingen: V van GER Malzahn: ippon                                                       |

### Kanovaren
| Olympiër                                                  | Discipline   | Resultaat | Prestatie                                                                           |
| Slalom                                                    | Slalom       | Slalom    | Slalom                                                                              |
| --------------------------------------------------------- | ------------ | --------- | ----------------------------------------------------------------------------------- |
| David Florence                                            | C-1 (m)      | 10e       | series: 3de in 94,11 halve finale: 7de in 99,36 finale: 10de in 109,00              |
| David Florence Richard Hounslow                           | C-2 (m)      | Zilver    | series: 3de in 103,27 halve finale: 3de in 109,60 finale: 2de in 102,01             |
| Joe Clarke                                                | K-1 (m)      | Goud      | series: 2de in 86,95 (2e) halve finale: 3de in 90,67 finale: 1ste in 88,53          |
|                                                           |              |           |                                                                                     |
| Fiona Pennie                                              | K-1 (v)      | 6e        | series: 3de in 100,52 halve finale: 2de in 101,81 finale: 6de in 105,70             |
| Sprint                                                    |              |           |                                                                                     |
| Liam Heath                                                | K-1 200m (m) | Goud      | serie 3: 1ste in 34,327 halve finale 1: 1ste in 34,076 finale: 1ste in 35,197       |
| Liam Heath Jon Schofield                                  | K-2 200m (m) | Zilver    | serie 2: 3de in 31,534 halve finale 2: 1ste in 31,899 finale: 2de in 32,368         |
|                                                           |              |           |                                                                                     |
| Jessica Walker                                            | K-1 200m (v) | 15e       | serie 2: 5de in 41,123 halve finale 1: 4de in 41,483 finale B: 7de in 42,205        |
| Rachel Cawthorn                                           | K-1 500m (v) | 15e       | serie 1: 4de in 1.56,612 halve finale 3: 6de in 1.58,410 finale B: 7de in 1.58,470  |
| Lani Belcher Angela Hannah                                | K-2 500m (v) | 15e       | serie 1: 8ste in 1.53,948 halve finale 2: 7de in 1.49,285 finale B: 7de in 1.54,193 |
| Rachel Cawthorn Louisa Gurski Rebeka Simon Jessica Walker | K-4 500m (v) | 7e        | serie 1: 5de in 1.36,853 halve finale 2: 2de in 1.36,254 finale: 7de in 1.40,043    |

### Moderne vijfkamp
| Olympiër        | Discipline | Resultaat | Prestatie |
| --------------- | ---------- | --------- | --- |
| Joe Choong      | mannen     | 9e        | zwemmen: 1:58.50 (3e, 345 punten) schermen: 22 W, 13 V (8e, 222 punten) paardrijden: 7 strafpunten (8e, 293 punten) gecombineerd: 11:51.59 (29e, 589 punten) totaal: 1451 punten (9e)        |
| Jamie Cooke     | mannen     | 14e       | zwemmen: 1:55.60 (1e, 354 punten, OR) schermen: 14 W, 21 V (28e, 184 punten) paardrijden: 7 strafpunten (11e, 288 punten) gecombineerd: 11:31.07 (20e, 609 punten) totaal: 1436 punten (14e) |
|                 |            |           | |
| Kate French     | vrouwen    | 5e        | zwemmen: 2:16.17 (15e, 292 punten) schermen: 17 W, 18 V (18e, 202 punten) paardrijden: 0 strafpunten (1e, 300 punten) gecombineerd: 12:43.08 (8e, 537 punten) totaal: 1331 punten (5e)       |
| Samantha Murray | vrouwen    | 8e        | zwemmen: 2:10.81 (4e, 308 punten) schermen: 14 W, 21 V (25e, 192 punten) paardrijden: 21 strafpunten (22e, 279 punten) gecombineerd: 12:38.54 (7e, 542 punten) totaal: 1321 punten (8e)      |

### Paardensport
| Olympiër                                                    | Discipline            | Resultaat | Prestatie |
| Dressuur                                                    | Dressuur              | Dressuur  | Dressuur |
| ----------------------------------------------------------- | --------------------- | --------- | --- |
| Fiona Bigwood                                               | individueel           | 17e       | Grand Prix: 8ste met 77,157% Grand Prix Special: 16de met 74,384% Grand Prix Freestyle: 17de met 76,018%                                                  |
| Charlotte Dujardin                                          | individueel           | Goud      | Grand Prix: 1ste met 85,071% Grand Prix Special: 2de met 83,025% Grand Prix Freestyle: 1ste met 93,857%                                                   |
| Carl Hester                                                 | individueel           | 7e        | Grand Prix: 15de met 75,529% Grand Prix Special: 9de met 76,485% Grand Prix Freestyle: 7de met 82,553%                                                    |
| Spencer Wilton                                              | individueel           | 21e       | Grand Prix: 25ste met 72,686% Grand Prix Special: 21ste met 73,739%                                                                                       |
| Fiona Bigwood Charlotte Dujardin Carl Hester Spencer Wilton | team                  | Zilver    | Grand Prix: 2de met 79,252% Grand Prix Special: 2de met 77,951% totaal: 2de met 78,602%                                                                   |
| Eventing                                                    |                       |           | |
| William Fox-Pitt                                            | individueel           | 12e       | dressuur: 37,00 strafpunten crosscountry: 30,40 strafpunten springconcours (1): geen strafpunten springconcours (2): geen strafpunten totaal: strafpunten |
| Pippa Funnell                                               | individueel           | 26e       | dressuur: 43,90 strafpunten crosscountry: 40,40 strafpunten springconcours (1): geen strafpunten totaal: 84,30 strafpunten                                |
| Kitty King                                                  | individueel           | 30e       | dressuur: 46,80 strafpunten crosscountry: 53,60 strafpunten springconcours (1): geen strafpunten totaal: 100,40 strafpunten                               |
| Gemma Tattersall                                            | individueel           | 41e       | dressuur: 47,20 strafpunten crosscountry: 89,60 strafpunten springconcours (1): 4 strafpunten totaal: 140,80 strafpunten                                  |
| William Fox-Pitt Pippa Funnell Kitty King Gemma Tattersall  | team                  | 5e        | 252,10 strafounten |
| Springconcours                                              |                       |           | |
| Ben Maher                                                   | individueel           | 25e       | ronde 1: 4 strafpunten ronde 2: 13 strafpunten totaal: 17 strafpunten                                                                                     |
| Nick Skelton                                                | individueel           | Goud      | ronde 1: geen strafpunten ronde 2: geen strafpunten totaal: geen strafpunten                                                                              |
| John Whitaker                                               | individueel           | 57e       | kwalificaties: 23 strafpunten |
| Michael Whitaker                                            | individueel           | 42e       | kwalificaties: 9 strafpunten (r) |
| Ben Maher Nick Skelton John Whitaker Michael Whitaker       | springconcours (team) | 12e       | kwalificaties: 13 strafpunten |

### Roeien
| Olympiër | Discipline             | Resultaat | Prestatie |
| --- | ---------------------- | --------- | --- |
| Alan Campbell | skiff (m)              | 12e       | serie 4: 1ste in 7.08,31 kwartfinale 4: 3de in 6.49,41 halve finale 2: 4d in 7.09,54 finale B: DNS                   |
| Richard Chambers Will Fletcher | lichte dubbel-twee (m) | 7e        | serie 4: 2de in 6.25,62 halve finale 1: 4de in 6.38,76 finale B: 1ste in 6.28,81                                     |
| John Collins Jonathan Walton | dubbel-twee (m)        | 5e        | serie 1: 4de in 6.43,93 herkansingen: 1ste in 6.19,60 halve finale 1: 3de in 6.13,83 finale: 5de in 7.01,25          |
| Stewart Innes Alan Sinclair | twee-zonder (m)        | 4e        | serie 2: 2de in 6.50,77 halve finale 2: 2de in 6.26,37 finale: 4de in 7.07,99                                        |
| Jack Beaumont Angus Groom Peter Lambert Sam Townsend                                                                               | dubbel-vier (m)        | 5e        | serie 2: 4de in 5.52,77 herkansingen: 2de in 5.53,10 finale: 5de in 6.13,08                                          |
| Mark Aldred Chris Bartley Peter Chambers Jono Clegg                                                                                | lichte vier-zonder (m) | 7e        | serie 2: 2de in 6.01,27 halve finale 1: 4de in 6.10,46 finale B: 1ste in 6.31,54                                     |
| Alex Gregory Constantine Louloudis George Nash Mohamed Sbihi                                                                       | vier-zonder (m)        | Goud      | serie 3: 1ste in 5.55,59 halve finale 2: 1ste in 6.17,13 finale: 1ste in 5.58,61                                     |
| Paul Bennett Scott Durant Matt Gotrel Matt Langridge Tom Ransley Pete Reed William Satch Andrew Triggs-Hodge Phelan Hill S         | acht (m)               | Goud      | serie 1: 1ste in 5.34,23 finale: 1ste in 5.29,63                                                                     |
| |                        |           | |
| Katherine Copeland Charlotte Taylor                                                                                                | lichte dubbel-twee (v) | 14e       | serie 1: 5de in 7.10,25 herkansingen: 3de in 8.05,70 halve finale C/D: 1ste in 7.59,11 (1e) finale C: 2de in 7.37,89 |
| Katherine Grainger Victoria Thornley                                                                                               | dubbel-twee (v)        | Zilver    | serie 1: 2de in 7.05,32 halve finale 2: 2de in 6.52,47 finale: 2de in 7.41,05                                        |
| Helen Glover Heather Stanning | twee-zonder (v)        | Goud      | serie 1: 1ste in 7.05,05 halve finale 1: 1ste in 7.18,69 finale: 1ste in 7.18,29                                     |
| Karen Bennett Olivia Carnegie-Brown Jessica Eddie Katie Greves Frances Houghton Zoe Lee Polly Swann Melanie Wilson Zoe De Toledo S | acht (v)               | Zilver    | serie 2: 1ste in 6.09,52 (1e) finale: 2de in 6.03,98                                                                 |

### Rugby

#### Mannen
| Olympiër | Onderdeel | Resultaat | Prestatie |
| --- | --------- | --------- | --- |
| Mark Bennett Dan Bibby Phil Burgess Sam Cross James Davies Alex Davis Ollie Lindsay-Hague Tom Mitchell Dan Norton Mark Robertson James Rodwell Marcus Watson | mannen    | Zilver    | groep C: 1ste W van Kenia: 31-7 W van Japan: 21-19 W van Nieuw-Zeeland: 21-19 kwartfinale: W van Argentinië: 5-0 halve finale: W van Zuid-Afrika: 7-5 finale: V van Fiji: 7-43 |

| Groep C |                  |             |             |             |             |        |        |        |        |
| #       | Land             | Wedstrijden | Wedstrijden | Wedstrijden | Wedstrijden | Punten | Punten | Punten | Punten |
| #       | Land             | G           | W           | G           | V           | V      | T      | Saldo  | Punten |
| 1       | Groot-Brittannië | 3           | 3           | 0           | 0           | 73     | 45     | +28    | 9      |
| 2       | Japan            | 3           | 2           | 0           | 1           | 64     | 40     | +24    | 7      |
| 3       | Nieuw-Zeeland    | 3           | 1           | 0           | 2           | 59     | 40     | +19    | 5      |
| 4       | Kenia            | 3           | 0           | 0           | 3           | 19     | 90     | –71    | 3      |

| Ronde        | Datum       | Lokale tijd | MEZT           | Plaats           | Land             | Score            | Land             |
| ------------ | ----------- | ----------- | -------------- | ---------------- | ---------------- | ---------------- | ---------------- |
| Groepsfase   |             |             |                |                  |                  |                  |                  |
| 9 augustus   | 12:00       | 17:00       | Rio de Janeiro | Groot-Brittannië | 31–7             | Kenia            |                  |
| 9 augustus   | 17:00       | 22:00       | Rio de Janeiro | Groot-Brittannië | 21–19            | Japan            |                  |
| 10 augustus  | 12:30       | 17:30       | Rio de Janeiro | Nieuw-Zeeland    | 19–21            | Groot-Brittannië |                  |
| Kwartfinale  | 10 augustus | 18:00       | 23:00          | Rio de Janeiro   | Groot-Brittannië | 5–0              | Argentinië       |
| Halve finale | 11 augustus | 15:00       | 20:00          | Rio de Janeiro   | Groot-Brittannië | 7–5              | Zuid-Afrika      |
| Finale       | 11 augustus | 19:00       | 00:00          | Rio de Janeiro   | Fiji             | 43–7             | Groot-Brittannië |

#### Vrouwen
| Olympiër | Onderdeel | Resultaat | Prestatie |
| --- | --------- | --------- | --- |
| Claire Allan Abbie Brown Heather Fisher Natasha Hunt Jasmine Joyce Katy McLean Alice Richardson Emily Scarratt A Emily Scott Danielle Waterman Joanne Watmore Amy Wilson-Hardy | vrouwen   | 4e        | groep C: 1ste W van Brazilië: 29-3 W van Japan: 40-0 W van Canada: 22-0 kwartfinale: W van Fiji: 26-7 halve finale: V van Nieuw-Zeeland: 7-25 bronzen finale: V van Canada: 10-33 |

| Groep C |                  |             |             |             |            |            |            |        |
| #       | Land             | Wedstrijden | Wedstrijden | Wedstrijden | Doelpunten | Doelpunten | Doelpunten | Punten |
| #       | Land             | G           | W           | V           | V          | T          | Saldo      | Punten |
| 1       | Groot-Brittannië | 3           | 0           | 0           | 91         | 3          | +88        | 9      |
| 2       | Canada           | 2           | 0           | 1           | 83         | 22         | +61        | 7      |
| 3       | Brazilië         | 1           | 0           | 2           | 29         | 77         | –48        | 5      |
| 4       | Japan            | 0           | 0           | 3           | 10         | 111        | –101       | 3      |

| Ronde          | Datum      | Lokale tijd | MEZT           | Plaats           | Land             | Score            | Land             |
| -------------- | ---------- | ----------- | -------------- | ---------------- | ---------------- | ---------------- | ---------------- |
| Groepsfase     |            |             |                |                  |                  |                  |                  |
| 6 augustus     | 12:00      | 18:00       | Rio de Janeiro | Groot-Brittannië | 29–3             | Brazilië         |                  |
| 6 augustus     | 17:00      | 22:00       | Rio de Janeiro | Groot-Brittannië | 40–0             | Japan            |                  |
| 7 augustus     | 12:30      | 17:30       | Rio de Janeiro | Canada           | 0–22             | Groot-Brittannië |                  |
| Kwartfinale    | 7 augustus | 18:00       | Rio de Janeiro | 23:00            | Groot-Brittannië | 26–7             | Fiji             |
| Halve finale   | 8 augustus | 15:00       | Rio de Janeiro | 20:00            | Groot-Brittannië | 7–25             | Nieuw-Zeeland    |
| Bronzen finale | 8 augustus | 18:30       | Rio de Janeiro | 23:30            | Canada           | 33–10            | Groot-Brittannië |

### Schermen
| Olympiër                                                   | Discipline      | Resultaat | Prestatie |
| ---------------------------------------------------------- | --------------- | --------- | --- |
| James Davis                                                | floret (m)      | 9e        | 1ste ronde: vrij 2de ronde: W van TUN Ferjani: 15–7 3de ronde: V van RUS Safin: 10–15 |
| Laurence Halsted                                           | floret (m)      | 17e       | 1ste ronde: vrij 2de ronde: V van CHN Chen: 9–15 |
| Richard Kruse                                              | floret (m)      | 4e        | 1ste ronde: vrij 2de ronde: W van ALG Sintes: 15–4 3de ronde: W van ITA Cassara: 15–12 kwartfinale: W van USA Meinhardt: 15–13 halve finale: V van USA Massialas: 9–15 bronzen finale: V van RUS Safin: 13–15 |
| James Davis Laurence Halsted Richard Kruse Marcus Mepstead | floret team (m) | 6e        | 1ste ronde: V Rusland: 43–45 5-8ste plek: W van Egypte: 45–4) 5-6de plek: V van China: 38–45 |

### Schietsport
| Olympiër          | Discipline              | Resultaat | Prestatie                                                                                                   |
| ----------------- | ----------------------- | --------- | --- |
| Edward Ling       | trap (m)                | Brons     | kwalificatie: 2de met 120 punten (24-24-25-23-24) halve finale: 4de met 12 punten finale: 3de met 13 punten |
| Tim Kneale        | dubbeltrap (m)          | 4e        | kwalificatie: 3de met 139 punten (28-27-29-30-25) halve finale: 3de met 26 punten finale: 4de met 28 punten |
| Steven Scott      | dubbeltrap (m)          | Brons     | kwalificatie: 4de met 138 punten (28-25-27-29-29) halve finale: 3de met 26 punten finale:3de met 30 punten  |
|                   |                         |           | |
| Jennifer McIntosh | 10m luchtgeweer (v)     | 15e       | kwalificatie: 15de met 414,7 punten (103,4-102,9-103,4-105,0)                                               |
| Jennifer McIntosh | 50 m drie houdingen (v) | 18e       | kwalificatie: 18de met 578,0 punten (194-195-189)                                                           |
| Elena Allen       | skeet (v)               | 14e       | kwalificatie: 14de met 64 punten (23-18-23)                                                                 |
| Amber Hill        | skeet (v)               | 6e        | kwalificatie: 5de met 70 punten (23-24-23) halve finale: 6de met 13 punten                                  |

### Schoonspringen
| Olympiër                        | Discipline              | Resultaat | Prestatie                                                                                             |
| ------------------------------- | ----------------------- | --------- | --- |
| Jack Laugher                    | 3m plank (m)            | Zilver    | voorronde: 7de met 439,95 punten halve finale: 12de met 389,40 punten finale: 2de met 523,85 punten   |
| Freddie Woodward                | 3m plank (m)            | 19e       | voorronde: 19de met 388,15 punten                                                                     |
| Tom Daley                       | 10m toren (m)           | 18e       | voorronde: 1st met 571,85 punten halve finale: 18de met 403,25 punten                                 |
| Jack Laugher Chris Mears        | 3m plank synchroon (m)  | Goud      | 454,32 punten                                                                                         |
| Tom Daley Daniel Goodfellow     | 10m toren synchroon (m) | Brons     | 444,45 punten                                                                                         |
|                                 |                         |           | |
| Rebecca Gallantree              | 3m plank (v)            | 20e       | voorronde: 20ste met 286,65 punten                                                                    |
| Grace Reid                      | 3m plank (v)            | 8e        | voorronde: 14de met 304,95 punten halve finale: 11de met 314,25 punten finale: 8ste met 318,60 punten |
| Sarah Barrow                    | 10m toren (v)           | 23e       | voorronde: 23ste met 277,40 punten                                                                    |
| Tonia Couch                     | 10m toren (v)           | 12e       | voorronde: 5de met 332,80 punten halve finale: 10de met 318,00 punten finale: 12de met 323,70 punten  |
| Alicia Blagg Rebecca Gallantree | 3m plank synchroon (v)  | 6e        | 292,83 punten                                                                                         |
| Tonia Couch Lois Toulson        | 10m toren synchroon (v) | 5e        | 319,44 punten                                                                                         |

### Synchroonzwemmen
| Olympiër                    | Discipline | Resultaat | Prestatie                                                                                           |
| --------------------------- | ---------- | --------- | --------------------------------------------------------------------------------------------------- |
| Katie Clark Olivia Federici | duet       | 17e       | technische routine: 80,7650 punten (18e) vrije routine: 79,9667 punten (8e) totaal: 160,7317 punten |

### Taekwondo
| Olympiër        | Discipline | Resultaat | Prestatie |
| --------------- | ---------- | --------- | --- |
| Lutalo Muhammad | –80kg (m)  | Zilver    | 1ste ronde: W van AUSShkara: 14–0 kwartfinale: W van USA Lopez: 9–2 halve finale: W van AZE Beigi: 12–7 finale: V van CIV Cisse: 6–8                      |
| Mahama Cho      | +80kg (m)  | 5e        | 1ste ronde: W van GAB Obame: 12–6 kwartfinale: W van IRI Mardani: 4-3 (SD) halve finale: V van AZE Isayev: 1–4 bronzen finale: V van BRA Siqueira: 4–5    |
|                 |            |           | |
| Jade Jones      | –57kg (v)  | Goud      | 1ste ronde: W van MAR Bakkal: 12–4 kwartfinale: W van BEL Asemani: 7–2 halve finale: W van SWE Glasnović: 9–4 finale: W van ESP Calvo: 16–7               |
| Bianca Walkden  | +67kg (v)  | Brons     | 1ste ronde: W van PNG Kassman: 14–1 (PG) kwartfinale: W van SRB Mandić: 5–0 halve finale: V van CHN Zheng: 1–4 (SD) bronzen finale: W van MAR Dislam: 7–1 |

### Tafeltennis
| Olympiër                                 | Discipline    | Resultaat | Prestatie |
| ---------------------------------------- | ------------- | --------- | --- |
| Paul Drinkhall                           | enkelspel (m) | 9e        | voorronde: vrij 1ste ronde: W van SRB Karakašević: 4–1 (10-12, 12-10, 11-8, 11-8, 11-5) 2de ronde: W van SIN Gao: 4–3 (11-7, 11-6, 3-11, 11-3, 9-11, 9-11, 11-8) 3de ronde: W van CRO Gacina: 4–2 (8-11, 12-10, 11-9, 11-8, 5-11, 11-8) 4de ronde: V van BLR Samsonov: 2–4 (9-11, 6-11, 8-11, 17-15, 11-7, 8-11) |
| Liam Pitchford                           | enkelspel (m) | 17e       | voorronde: vrij 1ste ronde: vrij 2de ronde: W van UZB Kenjaev: 4–1 (11-3, 12-10, 8-11, 11-7, 11-4) 3de ronde: V van KOR Jung: 1–4 (11-6, 8-11, 11-13, 5-11, 5-11) |
| Paul Drinkhall Liam Pitchford Sam Walker | team (m)      | 5e        | 1ste ronde: W van Frankrijk: 3–2 kwartfinale: V van China: 0–3 |

### Tennis
| Olympiër                     | Discipline     | Resultaat | Prestatie |
| ---------------------------- | -------------- | --------- | --- |
| Kyle Edmund                  | enkelspel (m)  | 17e       | 1ste ronde: W van AUS Thompson: 6–4, 6–2 2de ronde: V van JPN Daniel: 4-6, 5-7 |
| Andy Murray VO               | enkelspel (m)  | Goud      | 1ste ronde: W van SRB Troicki: 6–3, 6–2 2de ronde: W van ARG Mónaco: 6–3, 6–1 3de ronde: W van ITA Fognini: 6–1, 2–6, 6–3 kwartfinale: W van USA Johnson: 6–0, 4–6, 7–6 halve finale: W van JPN Nishikori: 6–1, 6–4 finale: W van ARG del Potro: 7–5, 4–6, 6–2, 7–5 |
| Colin Fleming Dominic Inglot | dubbelspel (m) | 17e       | 1ste ronde: V van MEX González/Reyes-Varela: 3–6, 0–6 |
| Andy Murray VO Jamie Murray  | dubbelspel (m) | 17e       | 1ste ronde: V van BRA Bellucci/Sá: 6–7, 6–7 |
|                              |                |           | |
| Johanna Konta                | enkelspel (v)  | 5e        | 1ste ronde: W van LIE Vogt: 6–3, 6–1 2de ronde: W van FRA Garcia: 6–2, 6–3 3de ronde: W van RUS Koeznetsova: 3–6, 7–5, 7–5 kwartfinale: V van GER Kerber: 1–6, 2–6                                                                                                  |
| Heather Watson               | enkelspel (v)  | 17e       | 1ste ronde: W van CHN Peng: 6–4, 6–7, 6–3 2de ronde: V van UKR [[Elina Svitolina]\|Svitolina]]: 3–6, 6–1, 3–6 |
| Johanna Konta Heather Watson | dubbelspel (v) | 9e        | 1ste ronde: W van SRB Janković/Krunić: 6–1, 6–2 2de ronde: V van TPE Chan/Chan: 6–3, 0–6, 4–6 |
|                              |                |           | |
| Johanna Konta Jamie Murray   | dubbelspel (g) | 9e        | 1ste ronde: V van USA Mattek-Sands/Sock: 4–6, 3–6 |
| Heather Watson Andy Murray   | dubbelspel (g) | 5e        | 1ste ronde: W van ESP Suárez Navarro/Ferrer: 6–3, 6–3 kwartfinale: V van IND Mirza/Bopanna: 4–6, 4–6 |

### Triatlon

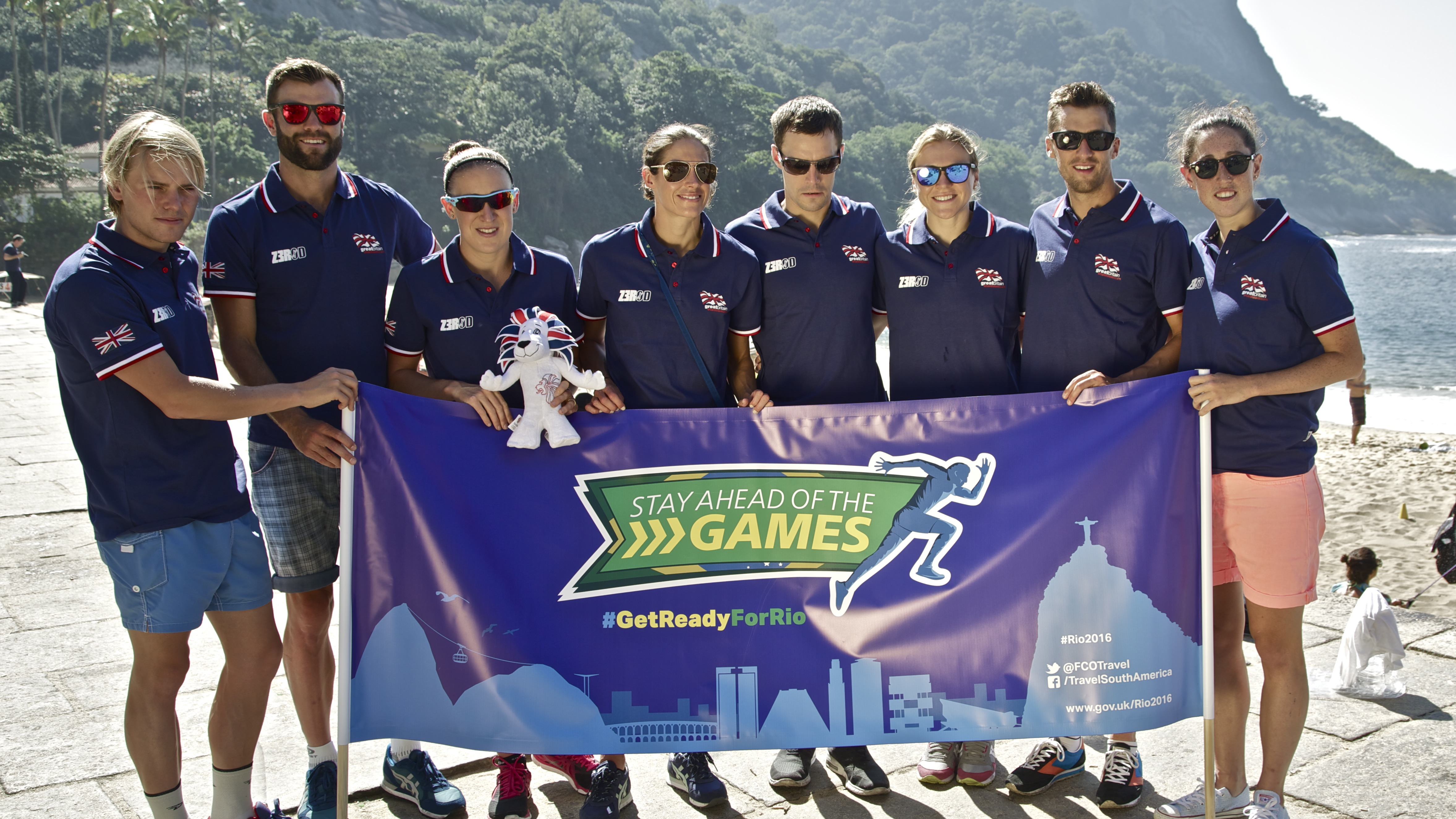
De Britse triatlonploeg

| Olympiër          | Discipline | Resultaat | Prestatie                                                                 |
| ----------------- | ---------- | --------- | ------------------------------------------------------------------------- |
| Gordon Benson     | mannen     | DNF       | zwemmen: 18:09 wielrennen: DNF                                            |
| Alistair Brownlee | mannen     | Goud      | zwemmen: 17:24 wielrennen: 55:04 hardlopen: 31:09 totaal: 1:45:01 (36e)   |
| Jonathan Brownlee | mannen     | Zilver    | zwemmen: 17:24 wielrennen: 55:04 hardlopen: 31:16 totaal: 1:45:07 (2e)    |
|                   |            |           |                                                                           |
| Vicky Holland     | vrouwen    | Brons     | zwemmen: 19:09 wielrennen: 1:01:26 hardlopen: 34:54 totaal: 1:57:01 (3e)  |
| Helen Jenkins     | vrouwen    | 19e       | zwemmen: 19:11 wielrennen: 1:04:37 hardlopen: 35:45 totaal: 2:01:07 (19e) |
| Non Stanford      | vrouwen    | 4e        | zwemmen: 19:10 wielrennen: 1:01:25 hardlopen: 34:55 totaal: 1:57:04 (4e)  |

### Wielersport
| Olympiër                                                 | Discipline               | Resultaat | Prestatie |
| Baan                                                     | Baan                     | Baan      | Baan |
| -------------------------------------------------------- | ------------------------ | --------- | --- |
| Jason Kenny                                              | sprint (m)               | Goud      | kwalificatie: 1ste in 9,551 OR) 1ste ronde: W van GER Levy: 10,245 2de ronde: W van COL Puerta: 10,369 kwartfinale: W van AUS Constable: 2-0 halve finale: W van RUS Dmitrijev: 2-1 finale: W van GBR Skinner: 2-0     |
| Callum Skinner                                           | sprint (m)               | Zilver    | kwalificatie: 2de in 9,703 1ste ronde: W van AUS Constable: 10,254 2de ronde: W van AUS Constable: 10,359 kwartfinale: W van CHN Xu: 2-0 halve finale: W van AUS Glaetzer: 2-0 finale: V van GBR Kenny: 0-2            |
| Callum Skinner                                           | keirin (m)               | DSQ       | 1ste ronde: 6de herkansingen: gediskwalificeerd |
| Jason Kenny                                              | keirin (m)               | Goud      | 1ste ronde: 1ste 2de ronde: 1ste finale: 1ste |
| Mark Cavendish                                           | omnium (m)               | Zilver    | 194 punten |
| Philip Hindes Jason Kenny Callum Skinner                 | teamsprint (m)           | Goud      | kwalificatie: 1ste in 42,562 (OR) halve finale: W van Venezuela: 42.640 finale: W van Nieuw-Zeeland: 42.440 (OR) |
| Steven Burke Ed Clancy Owain Doull Bradley Wiggins       | ploegenachtervolging (m) | Goud      | kwalificatie: 1ste in 3.51,943 halve finale: W van Nieuw-Zeeland: 3.50,570 (WR) finale: W van Australië: 3.50,265 (WR)                                                                                                 |
|                                                          |                          |           | |
| Becky James                                              | sprint (v)               | Zilver    | kwalificatie: 1ste in 10,721 (OR) 1ste ronde: W van AZE Ismayilova: 11,377 2de ronde: W van FRA Cueff: 11,375 kwartfinale: W van CHN Zhong: 2-0 halve finale: W van NED Ligtlee: 2-0 finale V van GER Vogel: 0-2       |
| Katy Marchant                                            | sprint (v)               | Brons     | kwalificatie: 2de in 10,787 1ste ronde: W van CAN Sullivan: 11,499 2de ronde: W van GER Welte: 12,247 kwartfinale W van LTU Krupeckaite: 2-0 halve finale: V van GER Vogel: 0-2 bronzen finale: W van NED Ligtlee: 2-0 |
| Becky James                                              | keirin (v)               | Zilver    | 1ste ronde: 1ste 2de ronde: 2de finale: 2de |
| Laura Trott                                              | omnium (v)               | Goud      | 230 punten |
| Katie Archibald Elinor Barker Joanna Rowsell Laura Trott | ploegenachtervolging (v) | Goud      | kwalificatie: 1ste in 4.13,260 (WR) halve finale: W van Canada: 4.12,152 (WR) finale: W van Verenigde Staten: 4.10,236 (WR)                                                                                            |
| BMX                                                      |                          |           | |
| Kyle Evans                                               | mannen                   | 25e       | plaatsingsronde: 21ste in 35,776 kwartfinale 4: 7de met 19 punten |
| Liam Phillips                                            | mannen                   | 31e       | plaatsingsronde: 10de in 35,095 kwartfinale 2: 8ste met 28 punten |
| Mountainbike                                             |                          |           | |
| Grant Ferguson                                           | mannen                   | 17e       | 1:39.10 |
| Weg                                                      |                          |           | |
| Christopher Froome                                       | tijdrit (m)              | Brons     | 1:13.17,54 |
| Geraint Thomas                                           | tijdrit (m)              | 9e        | 1:14.52,85 |
| Steve Cummings                                           | wegwedstrijd (m)         | DNF       | DNF |
| Ian Stannard                                             | wegwedstrijd (m)         | DNF       | DNF |
| Geraint Thomas                                           | wegwedstrijd (m)         | 11e       | 6:12.34 |
| Adam Yates                                               | wegwedstrijd (m)         | 15e       | 6:13.08 |
| Christopher Froome                                       | wegwedstrijd (m)         | 12e       | 6:13.03 |
|                                                          |                          |           | |
| Emma Pooley                                              | tijdrit (v)              | 14e       | 46.31,98 |
| Steve Cummings                                           | wegwedstrijd (v)         | 5e        | 3:51.47 |
| Lizzie Armitstead                                        | wegwedstrijd (v)         | DNF       | DNF |
| Nikki Harris                                             | wegwedstrijd (v)         | DNF       | DNF |

### Zeilen
| Olympiër                          | Discipline   | Resultaat | Prestatie                                      |
| --------------------------------- | ------------ | --------- | ---------------------------------------------- |
| Nick Dempsey                      | RS:X (m)     | Zilver    | 52 punten: (1-1-2-1-4-RDG-2-5-8-5-7-8-8)       |
| Nick Thompson                     | Laser        | 6e        | 103 punten: (8-17-9-15-2-1-24-7-6-22-16)       |
| Giles Scott                       | Finn (m)     | Goud      | 36 punten: (17-3-2-1-11-1-1-3-8-2-4)           |
| Chris Grube Luke Patience         | 470 (m)      | 5e        | 75 punten: (21-5-6-6-1-27-20-4-3-4-6)          |
| Dylan Fletcher Alain Sign         | 49er (m)     | 6e        | 100 punten: (15-10-7-20-14-4-5-6-9-1-6-3-20)   |
|                                   |              |           |                                                |
| Bryony Shaw                       | RS:X (v)     | 9e        | 83 punten: (7-20-9-7-14-12-3-5-2-4-4-4-12)     |
| Alison Young                      | Laser Radial | 8e        | 93 punten: (13-17-12-26-6-9-7-10-16-1-2)       |
| Saskia Clark Hannah Mills         | 470 (v)      | Goud      | 44 punten: (4-7-1-6-1-8-1-3-2-3-16)            |
| Sophie Ainsworth Charlotte Dobson | 49erFX (v)   | 8e        | 101 punten: (2-11-5-8-7-10-2-5-9-15-14-8-20)   |
|                                   |              |           |                                                |
| Ben Saxton Nicola Groves          | Nacra 17 (g) | 9e        | 109 punten: (3-4-2-7-5-3-13-12-16-15-15-12-18) |

### Zwemmen
| Olympiër                                                           | Discipline             | Resultaat | Prestatie                                                                                 |
| ------------------------------------------------------------------ | ---------------------- | --------- | ----------------------------------------------------------------------------------------- |
| Benjamin Proud                                                     | 50m vrije slag (m)     | 4e        | serie 10: 3de in 21,83 halve finale 2: 3de in 21,54 ( NR) finale: 4de in 21,68            |
| Benjamin Proud                                                     | 100m vrije slag (m)    | 29e       | serie 7: 8ste in 49,14)                                                                   |
| Duncan Scott                                                       | 100m vrije slag (m)    | 5e        | serie 5: 1ste in 48,01 (NR) halve finale 2: 4de in 48,20 finale: 5de in 48,01 (NR)        |
| James Guy                                                          | 200m vrije slag (m)    | 4e        | serie 6: 2de in 1.46,13 halve finale 1: 3de in 1.46,23 finale: 4de in 1.45,49             |
| Cameron Kurle                                                      | 200m vrije slag (m)    | 35e       | serie 2: 4de in 1.49,08                                                                   |
| James Guy                                                          | 400m vrije slag (m)    | 6e        | serie 7: 5de in 3.45,31 finale: 6de in 3.44,68                                            |
| Stephen Milne                                                      | 400m vrije slag (m)    | 17e       | serie 7: 6de in 3.46,00                                                                   |
| Stephen Milne                                                      | 1500m vrije slag (m)   | 10e       | serie 6: 4de in 14.57,23                                                                  |
| Timothy Shuttleworth                                               | 1500m vrije slag (m)   | 27e       | serie 5: 8ste in 15.13,01                                                                 |
| Chris Walker-Hebborn                                               | 100m rugslag (m)       | 11e       | serie 4: 3de in 53,54 halve finale 1: 6de in 53,75                                        |
| Ross Murdoch                                                       | 100m schoolslag (m)    | 11e       | serie 6: 3de in 59,47 halve finale 1: 6de in 1.00,05                                      |
| Adam Peaty                                                         | 100m schoolslag (m)    | Goud      | serie 6: 1ste in 57,55 (WR) halve finale 2: 1ste in 57,62 finale: 1ste in 57,13 (WR)      |
| Craig Benson                                                       | 200m schoolslag (m)    | 13e       | serie 5: 4de in 2.11,19 halve finale 2: 7de in 2.10,93                                    |
| Andrew Willis                                                      | 200m schoolslag (m)    | 4e        | serie 4: 1ste in 2.08,92 halve finale 2: 1ste in 2.07,73 finale: 4de in 2.07,78           |
| James Guy                                                          | 100m vlinderslag (m)   | 14e       | serie 3: 1ste in 51,78 halve finale 1: 7de in 52,10                                       |
| Ieuan Lloyd                                                        | 200m wisselslag (m)    | 10e       | serie 4: 6de in 1.59,74 halve finale 2: 6de in 1.59,49                                    |
| Daniel Wallace                                                     | 200m wisselslag (m)    | 8e        | serie 3: 4de in 1.59,44 halve finale 2: 4de in 1.57,97 finale: 8ste in 1.58,54            |
| Max Litchfield                                                     | 400m wisselslag (m)    | 4e        | serie 3: 2de in 4.11,95 finale: 4de in 4.11,62                                            |
| James Guy Stephen Milne Robbie Renwick Duncan Scott Daniel Wallace | 4x200m vrije slag (m)  | Zilver    | serie 2: 1ste in 7.06,31 finale: 2de in 7.03,13 (NR)                                      |
| James Guy Adam Peaty Duncan Scott Chris Walker-Hebborn             | 4x100 m wisselslag (m) | Zilver    | serie 1: 1ste in 3.30,47 (NR) finale: 2de in 3.29,24 (NR)                                 |
| Jack Burnell                                                       | 10km open water (m)    | DSQ       | DSQ                                                                                       |
|                                                                    |                        |           |                                                                                           |
| Francesca Halsall                                                  | 50m vrije slag (v)     | 4e        | serie 11: 1ste in 24,26 halve finale 1: 1ste in 21,41 finale: 4de in 24,14                |
| Georgia Coates                                                     | 200m vrije slag (v)    | 27e       | serie 3: 4de in 1.59,33                                                                   |
| Eleanor Faulkner                                                   | 200m vrije slag (v)    | 32e       | serie 5: 8ste in 2.00,51                                                                  |
| Jazmin Carlin                                                      | 400m vrije slag (v)    | Zilver    | serie 3: 1ste in 4.02,88 finale: 2de in 4.01,23                                           |
| Jazmin Carlin                                                      | 800m vrije slag (v)    | Zilver    | serie 4: 3de in 8.19,67 finale: 2de in 8.16,17                                            |
| Camilla Hattersley                                                 | 800m vrije slag (v)    | 15e       | serie 2: 3de in 8.33,65                                                                   |
| Georgia Davies                                                     | 100m rugslag (v)       | 10e       | serie 4: 3de in 59,86 halve finale 2: 5de in 59,85                                        |
| Molly Renshaw                                                      | 100m schoolslag (v)    | 23e       | serie 3: 2de in 1.07,92                                                                   |
| Chloe Tutton                                                       | 100m schoolslag (v)    | 12e       | serie 5: 4de in 1.06,88 halve finale 1: 6de in 1.07,29                                    |
| Molly Renshaw                                                      | 200m schoolslag (v)    | 6e        | serie 2: 2de in 2.23,37 halve finale 2: 2de in 2.22,33 (NR) finale: 6de in 2.22,72        |
| Chloe Tutton                                                       | 200m schoolslag (v)    | 4e        | serie 3: 3de in 2.23,34 halve finale 1: 3de in 2.22,71 finale: 4de in 2.22,34             |
| Aimee Willmott                                                     | 200m vlinderslag (v)   | 19e       | serie 2: 7de in 2.09,71                                                                   |
| Hannah Miley                                                       | 200m wisselslag (v)    | 12e       | serie 3: 4de in 2.11,84 halve finale 1: 6de in 2.12,15                                    |
| Siobhan-Marie O'Connor                                             | 200m wisselslag (v)    | Zilver    | serie 4: 1ste in 2.08,44 halve finale 1: 1ste in 2.07,57 (NR) finale: 2de in 2.06,88 (NR) |
| Hannah Miley                                                       | 400m wisselslag (v)    | 4e        | serie 5: 3de in 4.33,74 finale: 4de in 4.32,54                                            |
| Aimee Willmott                                                     | 400m wisselslag (v)    | 7e        | serie 4: 2de in 4.34,08 finale: 7de in 4.35,04                                            |
| Jazmin Carlin Georgia Coates Eleanor Faulkner Camilla Hattersley   | 4x200m vrije slag (v)  | 9e        | serie 2: 4de in 7.54,17                                                                   |
| Georgia Coates Georgia Davies Siobhan-Marie O'Connor Chloe Tutton  | 4x100m wisselslag (v)  | 7e        | serie 2: 5de in 3.59,34 finale: 7de in 3.56,96 (NR)                                       |
| Keri-Anne Payne                                                    | 10km open water (v)    | 7e        | 1:57.23,9                                                                                 |